# Enantato de testosterona
Enantato de testosterona (nomes comerciais Ciclo-6, Testenat Depot, Enantato-300, Testoviron Depot, etc) é um esteroide anabolizante, andrógeno, provindo da testosterona com aproximadamente 7-8 camadas de carbono em sua composição. O enantato de testosterona é uma versão sintética da testosterona humana. A taxa de liberação do enantato é tão lento quanto o cipionato de testosterona. Porém, se analisarmos a composição do enantato e cipionato podemos comprovar que existe uma molécula de carbono à menos no enantato do que no cipionato. O enantato de testosterona foi introduzido no mercado em 1952.
No Brasil, o enantato de testosterona não é comercializado em farmácias e tampouco em compostos químicos (como é o exemplo do propionato de testosterona, que é comercializado através do Durateston, mas não pode ser encontrado em forma única legalmente). É caracterizado por sua meia-vida longa e por ter o custo de seus sais mais baratos do que os outros compostos de testosterona sintética.

## Uso do enantato de testosterona
Diferente dos outros esteroides, o enantato de testosterona não é utilizado para tratamento de reposição hormonal (que trata problemas como disfunção erétil ou simplesmente baixos níveis de testosterona na corrente sanguínea, o que provoca diversos problemas referentes à neurotransmissores, depressão e outros).
O enantato é utilizado em suma para melhorar a performance de atletas e, como foco principal, por praticantes de academia objetivando a hipertrofia muscular. O risco que os praticantes de academia e atletas que utilizam o enantato correm é com o uso de outras substâncias na composição da droga. As drogas feitas por base do óleo geralmente sofrem com falsificação constante e sub-dosagem. 
O cipionato de testosterona é constantemente falsificado por fabricantes clandestinos de esteroides. Eles combinam enantato e vice-versa. Vendem uma droga com o nome de enantato quando é cipionato e de cipionato quando é enantato, devido à similaridade das drogas, principalmente em relação à sua composição molecular.